# Solanum tweedianum
Solanum tweedianum là loài thực vật có hoa trong họ Cà. Loài này được Hook. miêu tả khoa học đầu tiên năm 1835.